# 浴鹽 (毒品)

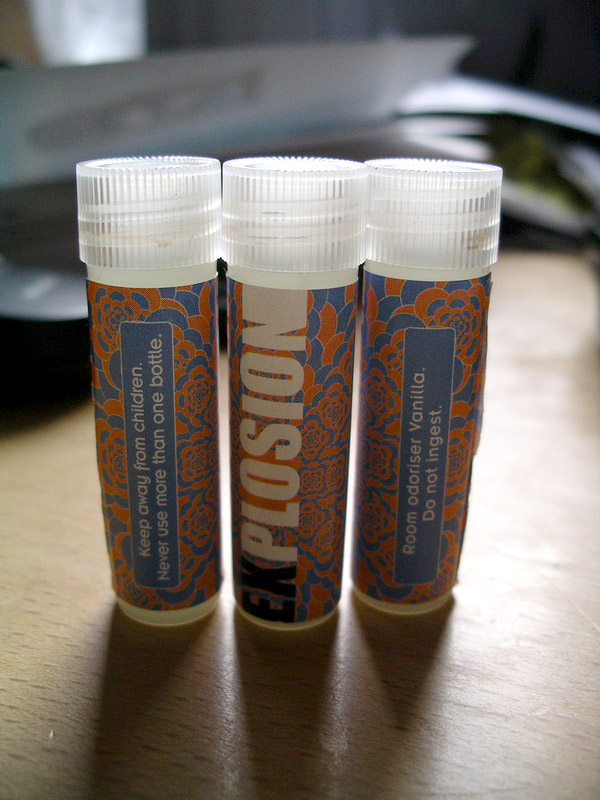
装有3,4-亚甲二氧基甲卡西酮的瓶子，又名爆炸（explosion）

浴鹽，又稱為精神性浴鹽、PABS，在英國又稱為猴屑（Monkey dust），是一類娛樂性用藥之狡詐家藥物的名稱。 此名源自毒販為販賣此藥物用浴鹽名稱模仿浴鹽性質，以達到使用者在用此毒品淋浴時，不知不覺產生興奮作用的效果。 白粉末、顆粒、和晶體外觀和埃普索鹽（Epsom salts，硫酸鎂的俗稱）相像，仔細注意會發現其化學性質有明顯不同。該毒品會常會包裝成“非人類食用添加物”喬過去迴避《藥物管制法》。 此外，也有可能會使檢務人員錯誤標記成植物性食品、洗衣粉、或其他常用的粉末性物質包裝產品。

## 歷史
合成性卡西酮（Cathinone）如甲氧麻黃酮（Mephedrone, MCAT），化學性質與自然生成的卡西酮相似，在1920年代首度合成。 但直到2000年代才被非法機密化學合成家發現具有對人體有興奮作用及可偽裝浴鹽性質後才開始成為狡詐家藥物，這些化合物在許多合法司法管轄區疏漏處下開始用來合成這些毒品。 2009年及2010年開始有情報指出該毒品最初在英國和歐洲其他地區合成卡西酮類毒品濫用顯著增加，然後在美國一些州也開始濫用的情形。該毒品在2010年被發現在市場上以“浴鹽”之名吸引青少年和夜店玩樂者，知覺浴鹽化學性質不對販賣者向美國毒物中心報告後，美國當局於2010年開始關注。 在歐洲該毒品在網路販賣藥物主要類型中佔主導地位，但在美國主要是在小型獨立的藥品販賣店，或藉由非法買賣毒品的人士走私的地點進行買賣，如加油站和迷幻藥品店。在美國此毒品非法交易比香菸及酒精容易。
有通報指出其他數百個狡詐家藥物也以“浴鹽”之名或冒充“合法興奮劑”在市面上買賣，這些人工合成化學物質包括合成大麻素和半合成物質如甲基己胺（Methylhexaneamine, DMAA）。 開發這些藥物的主要目是規避受到法律對非法藥物的控管，從而使它們具有商標名稱之標記，但這也會構成藥品商標侵權的法律問題，可能引來更多持有該藥物商標的藥品商法律訴訟控告及消費者對該藥品認知的混淆。
在美國關於“浴鹽”的毒物的通知呼叫案量從2010年304件上升到2011年6138件，根據美國毒物控制中心協會 （American Association of Poison Control Centers）統計 ，與“浴鹽”相關的通知呼叫案量有下降的趨勢，呼叫案量在2015年降至522件。

## 藥理學
在藥理學上，浴鹽常常包含卡西酮，一般是亞甲基二氧吡咯戊酮（Methylenedioxypyrovalerone, MDPV）、亞甲基雙氧甲基卡西酮（Methylone）或甲氧麻黃酮等化合物構成；然而此類毒品的化學物組成非常多變，產品會標籤為相同的名字，並會包括額外的化學衍生物如 吡咯戊酮（Pyrovalerone）或哌苯甲醇（Pipradrol）。在歐洲該毒品成分主要以合成性卡西酮和甲氧麻黃酮構成，美國構成則以亞甲基二氧吡咯戊酮較為普遍。
關於浴鹽如何與大腦相互作用以及該毒品如何被人體代謝了解甚少。科學家傾向於研究浴鹽具有強大的成癮潛力，並且會提高使用者的對該毒品的耐受性。 該毒品的化合物和苯丙胺（Amphetamine）同樣能造成使用者成癮，以提升的單胺類神經遞質類物質的濃度如多巴胺、血清素和去甲腎上腺素在突觸裡就能達到效果。但它們基本上與苯丙胺相比較不能跨過血腦屏障，在酮酸群化合物面前提升該毒品化合物的極性。

## 用途
浴鹽會被吸入、噴鼻、吸入煙、注射。所有有通報浴鹽的毒物控制機構特別建議千萬不要注射此毒品，因為這些毒品的包裝成分列舉不實，更別說一丁點劑量，所引起的副作用導致行為不穩定、產生幻覺和妄想。

### 酒精相互作用
浴鹽常和酒精共同消費掉，使該毒品興奮作用和酒精引起的效果起交互反應。一項2015年研究專門顯示甲氧麻黃酮和酒精的交互作用，尤其是在精神興奮劑效果和加成得益方面。研究顯示低劑量非興奮劑毒品和酒精，會提升甲氧麻黃酮之精神興奮劑效果  。其效果例如：調停並提升多巴胺進入突觸接觸神經細胞，氟哌啶醇（Haloperidol）也具有效果，但酮色林（Ketanserin）就無效，會消弭掉酒精的增毒作用。

## 副作用及危害性
浴鹽常以粉末或結晶型態以被吸入、噴鼻、吸入煙、注射這些吸入形式吸入人體。副作用跟吞食搖頭丸（Ecstasy）和古柯鹼類似，但會持續5–6小時。跟搖頭丸化合物有同樣興奮作用之毒性，其化合物會經過突觸進入中樞神經系統襲擊神經細胞並癱瘓它們 。大劑量的浴鹽化合物會造成血清素組合症。 由於此毒品會快速起效，合成性卡西酮是強力的得益物/增強劑，具潛在高度成癮性。所以過量服用的使用者已知會表現出這些症狀：過度激動、譫妄、幻覺、妄想、過度運動、癲癇發作、心動過速、躁動不安、凍手、嘔吐、高血壓及體溫過高。
新聞媒體更報導指出使用者會有暴力行為、心肌梗塞、腎衰竭、肝衰竭、自殺、痛覺喪失，對疼痛非常具有耐受性、脫水、抽搐和骨骼肌肉組織破裂。
一些明顯出現的症狀跟出現興奮劑過量副作用的毒品類似，症狀包括視覺症狀包括瞳孔放大、肌肉不自覺活動、心跳加速與高血壓。
跟普遍的看法相反，檢察官沒有發現浴鹽跟邁阿密大麻襲擊事件的關聯性。

## 偵測
偵測亞甲基二氧吡咯戊酮和其他合成性卡西酮化合物相當困難，這些毒品的化合物可逃過嗅探犬的嗅覺偵測，一般的尿液分析也無法偵測。 但可用透過尿液和毛髮使用氣相色譜法-質譜聯用（Gas chromatography–mass spectrometry） 或液相色譜法-質譜聯用（Liquid chromatography-mass spectrometry），兩者物質色譜法-質譜聯用皆可偵測出浴鹽化合物。 毒販可能會將該毒品偽裝成肥料、驅蟲劑和洗衣膠囊等日常用化學產品使檢驗儀器混淆或無法分辨逃過檢測。

## 盛行率
對於到底有多少人使用浴鹽所知甚少。 在英國含有甲氧麻黃酮的浴鹽是第四普遍非法用於夜店的毒品，僅次於大麻、 MDMA類毒品和古柯鹼。 根據美國毒物控制中心協會報告統計，美國浴鹽使用率在2010–2011年之間有顯著的上升。 該毒品在那段時期使用率顯著增加，有推測可能是該毒品的具有多項優勢，便宜、高度上癮性、青少年與年輕人想找刺激與新鮮感上的尋求產生的需求、夜店對於毒品較快的汰舊換新，因而使用非常的廣泛。該藥物更能使使用者在強制性藥物測試中無法檢測而逃過檢測造成法律漏洞，這項優勢更使得浴鹽使用率更進一步的上升。
使用者年齡範圍約15–55歲，平均使用者年齡約28歲。

## 法律狀態
2012年秋季以來加拿大已將亞甲基二氧吡咯戊酮（Methylenedioxypyrovalerone, MDPV），根據《受管制藥物與物質法令》（Controlled Drugs and Substances Act）列為第一級管制藥物，跟MDMA類毒品和海洛因同分類。 甲氧麻黃酮和亞甲基雙氧甲基卡西酮已在加拿大和美國大多數州列管非法藥物 。
在1971年毒品濫用法 （Misuse of Drugs Act 1971）法案下，英國將所有卡西酮衍生物在2010年4月列為非法藥物， ，但其他狡詐家藥物如萘菲酮 （Naphyrone）不久後出現 ，有些標示為合法的藥物含有非法毒品化合物。 為躲過藥品法的管轄監控，一些毒品如甲氧麻黃酮以“浴鹽”之名， 或以名稱標記不當如“植物性食品”規避，這些毒品以這些方式鑽法律漏洞，出現在英國市面上販售。
2015年3月採用聯合國麻醉藥品委員會 （United Nations Commission on Narcotic Drugs）的法案加強管制，將浴鹽歸類新興影響精神物質（New psychoactive substances，NPS），退止對人民造成健康危害。
2012年7月美國修正《聯邦食品、藥品和化妝品法案》（Federal Food,Drug,and Cosmetic Act）加強藥物控制政策禁止含浴鹽化合物並以“浴鹽”之名出現在容器及包裝。此前美國有41州將浴鹽列為合法藥物，連同這些浴鹽成份的化合物也曾合法。這種以“浴鹽”之名去通過合法藥物管制的方法遊走在《聯邦類似法》（Federal Analogue Act）的法律邊緣在這時都成定罪，禁止販售歸類於和人類使用藥物相似的毒品。
該毒品在已於台灣被列為準二級毒品。

## 社群和媒體
浴鹽的使用也透過社群媒體傳播， 在英國，軼事流傳該藥物降低了使用者的痛苦閾值並提升他們強度，很大程度上歸因於緊急服務和前線國民保健署（National Health Service, NHS）人員。透過地區新聞和小報刊等小型媒體報導，這些報導曾引起這些地區不小的轟動 在斯托克，有報導指出該毒品是“全新”的化合物，事實上該毒品裡的化學物質早在1920年代就合成了，但直到2000年代初這些化學物質在才在市面上現身。  媒體經常使用文本框架技術來報導最易受傷害社會的合成性卡西酮。 2018年8月史丹佛郡警察隊曾收到十通關於浴鹽的電話。然而並沒有交代這些事件是否為浴鹽引起的，或由化合物組合而成的物質。
浴鹽最初只有研究用之途，為研究用化學物質。在成為狡詐家藥物後，非娛樂用途之用的使用者為了研究該毒品的強度及毒性會在網路上購買相關化學物質，將其攝入後在部落格發布其造成的效果的文章。